# Catolicisme a Suïssa

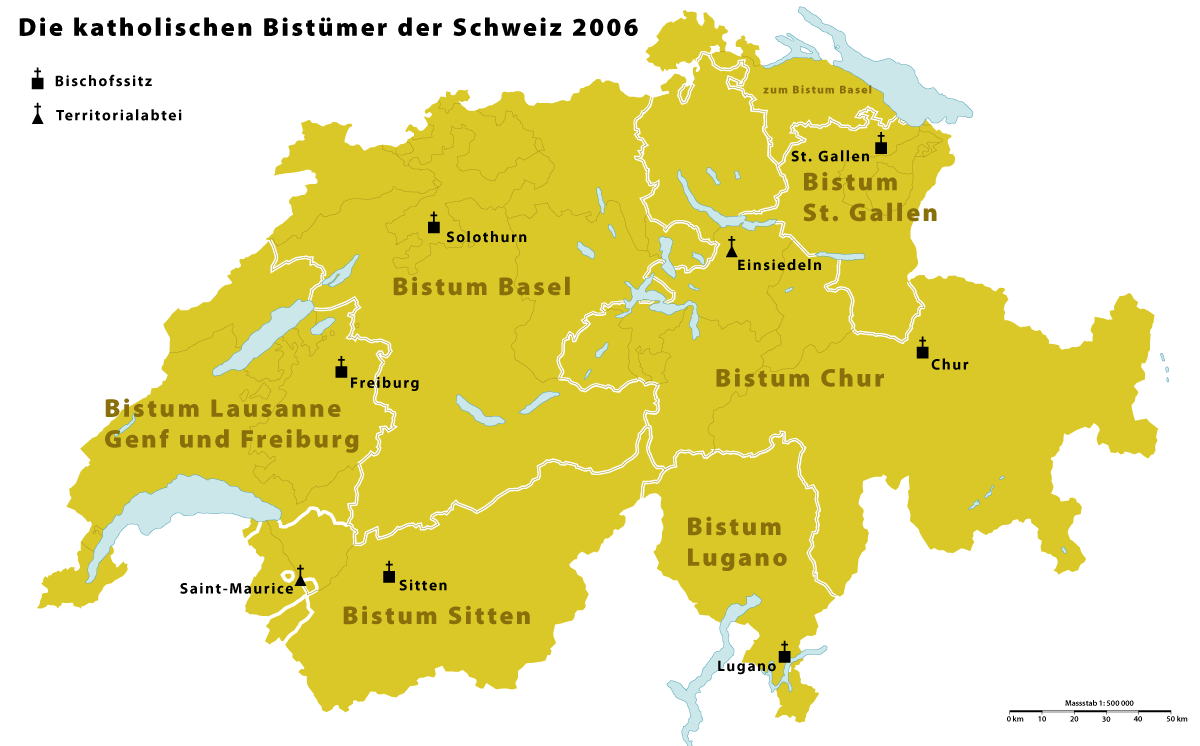
Les diferents diòcesis de Suïssa.

L'Església Catòlica Suïssa és part de l'Església Catòlica, està sota la guia espiritual del papa i sota la cúria de Roma. Aquesta formada per sis diòcesi, les quals tenen la particularitat de no estar congregades en una província eclesiàstica i ser subjectes directament a la Santa Seu. A més a Suïssa hi ha dues abadies territorials independents de les diòcesis.
Suïssa compta amb al voltant de 3 milions de catòlics entre 8,4 milions d'habitants, aproximadament un 36,5% de la població és catòlica. El país està dividit en sis diòcesi:
- Diòcesi de Basilea, amb seu a Soleura
- Diòcesi de Coira,
- Diòcesi de Lausana-Ginebra-Friburg, amb seu a Friburg
- Diòcesi de Lugano
- Diòcesi de Sankt Gallen
- Diòcesi de Sion

Les dues abadies territorials:
- Abadia d'Einsiedeln
- Abadia de Sant Maurici

## Història

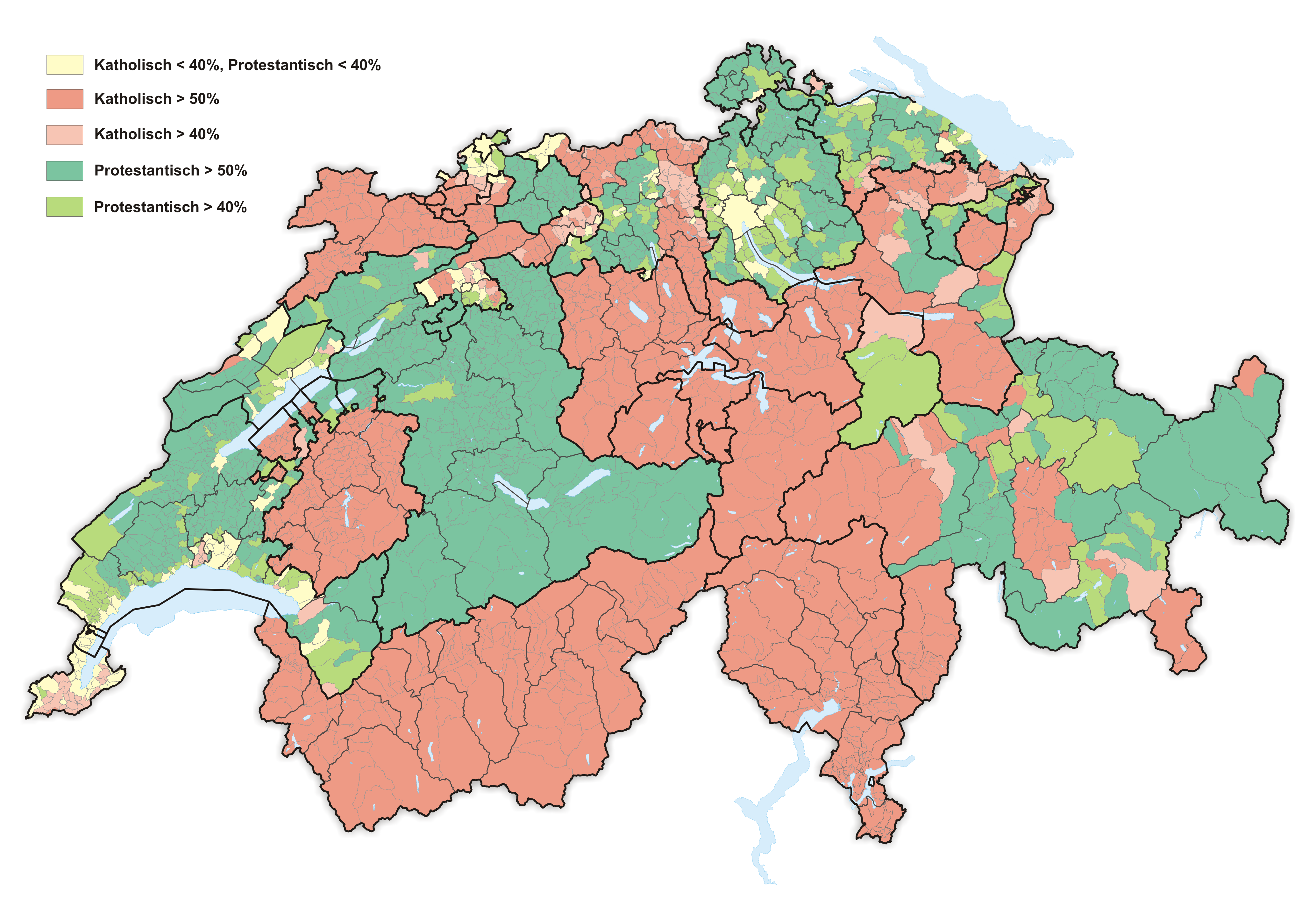
Repartició per religió en 2015, el catolicisme en roig i rosat.

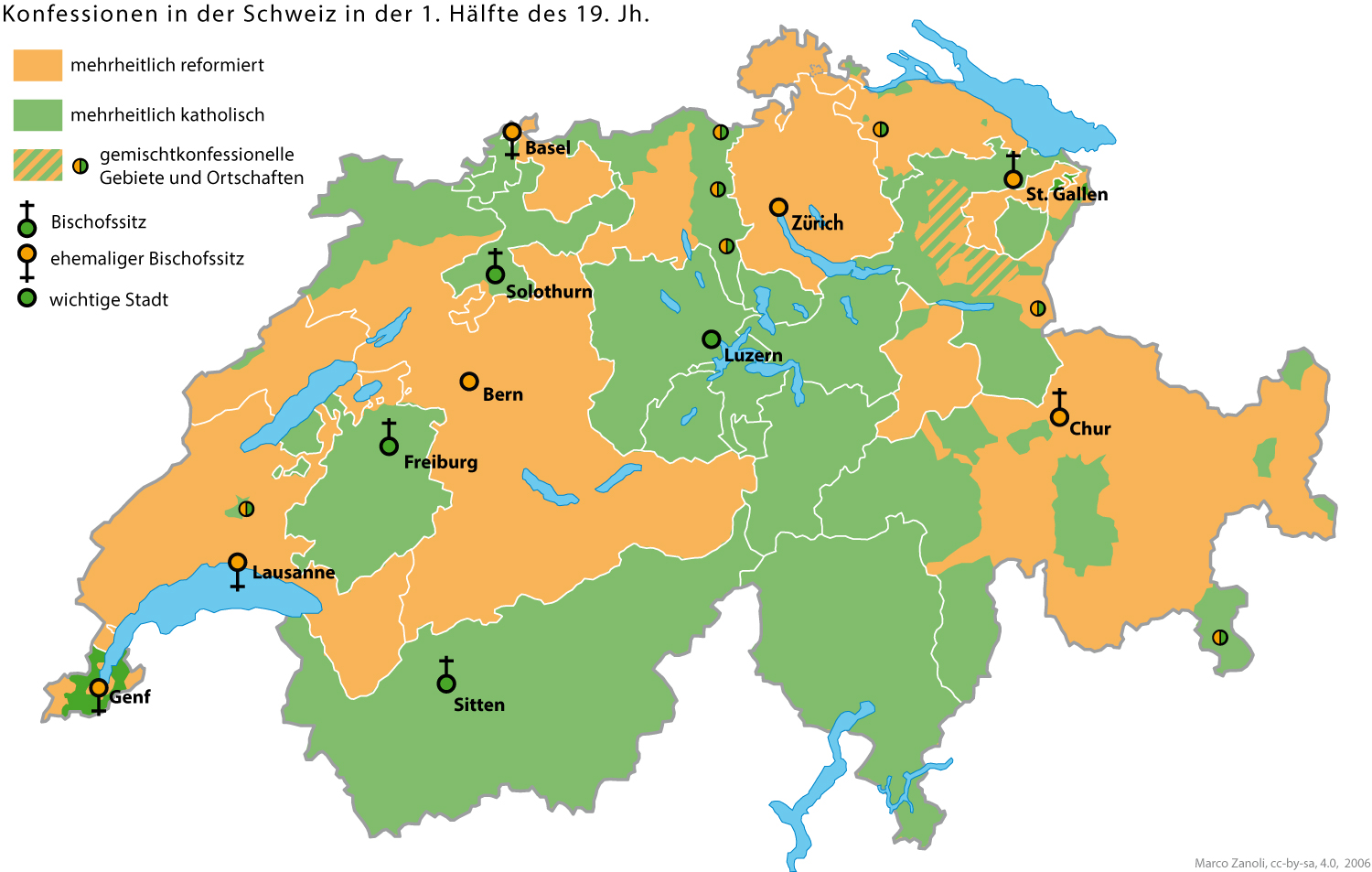
Las regions catòliques tradicionals en 1800, representades en verd.

La presència de seus episcopals en territori suís ve des de finals del segle iv. El primer nom de bisbe conegut en alguna regió de Suïssa és el de Justinianus Rauricorum, bisbe d'Augusta Ràurica, actualment Kaiseraugst, qui va participar en els concilis de Sardica (343) i de Colònia (346).
La diòcesi de Octodure, actualment Martigny (Suïssa), va ser fundada el 381 i és considerada com la primera diòcesi suïssa. El 524 la seua seu va ser transferida a Sion, que és encara la seu de la diòcesi.
En el 400 és fundada la de Basilea, en 441 la de Ginebra i en el 451 la de Coira. La de Lausana va ser fundada en el segle vi.
Les diòcesis de la regió occidental van pertànyer en l'edat mitjana a tres arxidiòcesis: Les diòcesis de Basilea i Lausana pertanyien a l'arxidiòcesi de Besanzón, Sion pertanyia a la de Tarantasia, mentre que Ginebra estava sotmesa a la de Vienne. En gran part de la regió germana, va anar la diòcesi de Constança que va dominar la regió fins a 1815. La Reforma protestant revoluciona l'ordre jurisdiccional de la Confederació. La diòcesi de Basilea va ser transferida a Porrentruy en 1528, la de Ginebra va ser transferida a Annecy en 1568, mentre que la de Lausana va ser transferida a Friburg en 1615.
A principis del segle xix, amb la definició de les noves fronteres, cauen les antigues jurisdiccions eclesiàstiques i són creades noves diòcesis. En la part francesa és formada després de diverses transformacions la diòcesi de Lausana-Ginebra-Friburg, amb seu a Friburg. En la part alemanya tots els territoris que pertanyien a la diòcesi de Constança han de ser integrats en una nova diòcesi suïssa.
Entre 1823 de 1836 es forma la diòcesi de Coira-Sant Gal, encara que en 1847 aquesta va ser escindida en dues diòcesi distintes. En 1819 els cantons d'Uri, Unterwalden, Glaris i Zuric són integrats a la diòcesi de Coira, en 1824 Schwyz també serà integrat. En 1828 és reconstruïda la diòcesi de Basilea, la seu de la qual és fixada en Soleura. A aquesta diòcesi passen els cantons de Soleura, Zug, Llucana i la part catòlica de Berna. En 1829 la seua jurisdicció s'estén als cantons de Basilea-Ciutat, Basilea-Camp i cantó de Schaffhausen. En el cantó de Valais el bisbe perd el seu poder temporalment, encara que la diòcesi no té cap modificació.
Quant al cantó de Ticino, la diòcesi va ser creada tan sols el 1971, anteriorment la diòcesi estava subjecta a l'arxidiòcesi de Milà. Actualment hi ha tres Cardenals suïssos: Henri Schwery (qui va participar en el conclave per a l'elecció de Benet XVI), Gilberto Agustoni i Georges Cottier.

## Conferència episcopal
Relació dels presidents de la Conferència dels bisbes suïssos:
- Bisbe Pierre-François de Preux (1863 - 1875)
- Bisbe Marilley Etienne (1876 - 1879)
- Bisbe Karl Johann Greith (1880 - 1881)
- Bisbe Eugene Lachat (1882 - 1886)
- Bisbe Gaspard Mermillod (1887 - 1890)
- Bisbe Adrien Jardinier (1891 - 1894)
- Bisbe Augustine Egger (1895 - 1905)
- Bisbe John Fidelis Battaglia (1906 - 1911)
- Bisbe Jules-Maurice Abbet (1912 - 1917)
- Bisbe Jakob Stammler (1918 - 1924)
- Bisbe Georg Schmid Grüneck (1925 - 1931)
- Bisbe Aurelio Bacciarini (1932 - 1933)
- Bisbe Victor Biel (1935 - 1951)
- Bisbe Angelo Jelmini (1952 - 1967)
- Bisbe Vonderach John (1967 - 1970)
- Bisbe Nestor Adam (1970 - 1976)
- Bisbe Anton Hänggi (1976 - 1977)
- Bisbe Pierre Mamie (1977 - 1979)
- Bisbe Otmar Maeder (1980 - 1982)
- Bisbe Henri Schwery (1983 - 1988)
- Bisbe Joseph Candolfi (1989 - 1991)
- Bisbe Pierre Mamie (1992 - 1994)
- Bisbe Henri Salina (1995 - 1997)
- Bisbe Amédée Grab, O.S.B. (1998 - 2006)
- Bisbe Kurt Koch (2006 - 2009)
- Bisbe Norbert Brunner (2010 - 5 de setembre de 2012)
- Bisbe Markus Büchel (5 de setembre de 2012 – 1 de gener de 2016)
- Bisbe Charles Morerod, O.P., des de l'1 de gener de 2016

Relació dels vicepresidents de la Conferència dels bisbes suïssos:
- Bisbe Charles Morerod, O.P., (5 de setembre de 2012 - 1 de gener de 2016)
- Bisbe Felix Gmür, des de l'1 de gener de 2016

Relació dels secretaris generals de la Conferència dels bisbes suïssos:
- Sig. Ervin Tanner